# Mauro Di Cicco
Mauro Di Cicco (San Vincenzo Valle Roveto, 1º aprile 1952) è un allenatore di calcio ed ex calciatore italiano, di ruolo difensore.

## Carriera

### Giocatore
Dopo aver giocato con Sora e Puteolana in Serie D, nell'estate 1973 passa alla SPAL dove resta per 3 stagioni in Serie B, riuscendo a emergere in prima squadra (con l'eccezione di una presenza nell'annata Serie B 1974-1975) solamente nell'ultimo anno trascorso a Ferrara.
Viene quindi ceduto al Palermo, di cui diviene una delle bandiere del periodo a cavallo fra anni settanta e anni ottanta, disputando 8 campionati cadetti e giocando nella stagione 1978-1979 la finale di Coppa Italia persa per 2-1 contro la Juventus.

Di Cicco (accosciato, primo da destra) in rosanero nel 1979, prima della finale di Coppa Italia a Napoli contro la Juventus.

Nel 1984 passa al Pescara per disputare altre due stagioni in B prima di chiudere la carriera agonistica. In carriera ha totalizzato complessivamente 312 presenze fra i cadetti, senza riuscire mai ad andare a segno.

### Allenatore
Di Cicco ha allenato inizialmente a livello dilettantistico il Mazara nella stagione 1988-1989 (Serie D) e successivamente nella stagione 1996-1997 (campionato di Eccellenza), ottenendo la promozione nella categoria superiore in quest'ultima occasione.
Nella stagione 2000-2001 ha allenato la Primavera rosanero, mentre dal giugno del 2001 è divenuto il vice allenatore di Bortolo Mutti, iniziando questa esperienza proprio dal Palermo.
Da gennaio del 2010 fino al 15 giugno è stato vice allenatore di Mutti all'Atalanta. Resta fermo fino al successivo 11 febbraio 2011 quando segue Mutti al Bari sempre in qualità di vice. Dal 19 dicembre 2011 e fino a fine stagione è vice di Mutti al Palermo: per lui si tratta di un ritorno sia come ex calciatore che come ex allenatore.
Il 28 settembre 2013, sempre con Bortolo Mutti, siede sulla panchina del Padova in Serie B, sempre in qualità di vice. Il 2 febbraio 2014 viene sollevato dall'incarico assieme a Mutti, Gianni Piacentini e Ruben Scotti.
Il 25 novembre 2015 diventa collaboratore tecnico del Livorno, seguendo anche in questo caso Mutti.

## Palmarès

### Allenatore

#### Competizioni regionali
- Eccellenza: 1

Sicilia: 1996-1997